# Pasithea caerulea
Pasithea caerulea là một loài thực vật có hoa trong họ Thích diệp thụ. Loài này được (Ruiz & Pav.) D.Don miêu tả khoa học đầu tiên năm 1832.